# Lora Branigan
Lora En Branigan (engl. Laura Ann Branigan; 3. jul 1952 — 26. avgust 2004) bila je američka pop, pop dens, pop rok pevačica. Najveći hitovi su joj Gloria (1982) i Self control (1984). Pesma Self control je posebno postala popularna u igrici Grand Theft Auto: Vice City. Lora Branigan je preminula 26. avgusta 2004. godine od moždanog aneurizma. Pesma Gloria bila je na prvom mestu Bilbordove liste Hot 100 i donela je Braniganovoj nominaciju za Gremi u kategoriji najboljeg ženskog pop izvođača, prvoj od četiri nominacije u njenoj karijeri.

## Albumi
- Branigan (1982)
- Branigan 2 (1983)
- Self Control (1984)
- Hold Me (1985)
- Touch (1987)
- The Best of Laura Branigan (1988)
- Laura Branigan (1990)
- The Very Best of Laura Branigan (1992)
- Over My Heart (1993)
- The Best of Branigan (1995)
- The Essentials (2002)
- The Platinum Collection (2006)
- Shine On: The Ultimate Collection (2010)

## Spoljašnje veze
- Zvanični sajt
- Lora Branigan na sajtu  (jezik: engleski)